# فرانك دالبي دافيسون
فرانك دالبي دافيسون (بالإنجليزية: Frank Dalby Davison)‏ (23 يونيو 1893 في أستراليا - 24 مايو 1970، ملبورن في أستراليا)؛ كاتب وروائي أسترالي.

## روابط خارجية
- فرانك دالبي دافيسون على موقع إن إن دي بي (الإنجليزية)